# Північно-Західний Купол
Північно-Західний Купол, Північне — газове родовище у Катарі, найбільше морське газове родовище у світі.

## Загальний опис
Розташоване біля м. Доха на кордоні з територіальними водами Ірану. Входить до нафтогазоносного басейну Перської затоки. Запаси 4 трлн м3.